# Taxiphyllum
Genre
Taxiphyllum est un genre de mousses de la famille des Hypnaceae. L'une des espèces les plus connues et largement utilisée en aquariophilie est Taxiphyllum barbieri (mousse de Java).

## Liste d'espèces
Selon BioLib (5 décembre 2018) :
- Taxiphyllum alternans (Card.) Iwats.
- Taxiphyllum barbieri (Card. & Coppey) Iwats.
- Taxiphyllum cuspidifolium (Card.) Iwats.
- Taxiphyllum densifolium (Lindb. ex Braithw.) Reimers
- Taxiphyllum deplanatum (Bruch & Schimp. ex Sull.) Fleisch.
- Taxiphyllum taxirameum (Mitt.) Fleisch.
- Taxiphyllum wissgrillii (Garov.) Wijk & Margad.

Selon Catalogue of Life (5 décembre 2018) :
- Taxiphyllum alternans Iwatsuki, 1963
- Taxiphyllum angustirete W. R. Buck, 1987
- Taxiphyllum aomoriense Iwatsuki, 1963
- Taxiphyllum arcuatum S. He, 1997
- Taxiphyllum autoicum Thériot, 1932
- Taxiphyllum barbieri Iwatsuki, 1982
- Taxiphyllum cuspidifolium Iwatsuki, 1965
- Taxiphyllum densifolium Reimers, 1940
- Taxiphyllum deplanatum Fleischer, 1923
- Taxiphyllum eberhardtii Brotherus, 1925
- Taxiphyllum fluitans Brotherus, 1928
- Taxiphyllum gabonense Brotherus & Potier de la Varde, 1925
- Taxiphyllum giraldii Fleischer, 1923
- Taxiphyllum inundatum Reimers, 1931
- Taxiphyllum isopterygioides W. R. Buck, 1987
- Taxiphyllum laevifolium W. R. Buck, 1987
- Taxiphyllum laxalare W. R. Buck, 1993
- Taxiphyllum ligulaefolium W. R. Buck, 1990
- Taxiphyllum moutieri Brotherus, 1925
- Taxiphyllum papuanum Fleischer, 1923
- Taxiphyllum pilosum Iwatsuki, 1963
- Taxiphyllum prostratum W. R. Buck, 1987
- Taxiphyllum punctulatum Fleischer, 1923
- Taxiphyllum ramivagum Brotherus, 1897
- Taxiphyllum schweinfurthii W. R. Buck, 1987
- Taxiphyllum serrulatum (Cardot) Lin Shan-hsiung, 1984
- Taxiphyllum splendescens Fleischer, 1923
- Taxiphyllum subretusum O'Shea, 2002
- Taxiphyllum taxirameum Fleischer, 1923
- Taxiphyllum torrentium W. R. Buck, 1987
- Taxiphyllum whittierianum H. A. Miller & D. R. Smith, 1968 (1969)
- Taxiphyllum wissgrillii Wijk & Margadant, 1960

Selon ITIS (5 décembre 2018) :
- Taxiphyllum alternans (Card.) Iwats.
- Taxiphyllum cuspidifolium (Card.) Iwats.
- Taxiphyllum deplanatum (Bruch & Schimp. ex Sull.) Fleisch.
- Taxiphyllum taxirameum (Mitt.) Fleisch.

Selon NCBI (5 décembre 2018) :
- Taxiphyllum alternans Isopterygium alternans Cardot
- Taxiphyllum aomoriense Plagiothecium aomoriense Besch.
- Taxiphyllum cuspidifolium Isopterygium cuspidifolium Cardot
- Taxiphyllum densifolium (Lindb. ex Broth.) Reimers, 1940
- Taxiphyllum deplanatum (Bruch & Schimp.ex Sull.) M.Fleisch.
- Taxiphyllum geophilum (Austin) M.Fleisch., 1923
- Taxiphyllum planissimum (Mitt.) Broth., 1925
- Taxiphyllum taxirameum (Mitt.) M.Fleisch.
- Taxiphyllum wissgrillii (Garov.) Wijk & Margad.

Selon The Plant List (5 décembre 2018) :
- Taxiphyllum alare (Broth. & Yasuda) S.H. Lin
- Taxiphyllum alternans (Cardot) Z. Iwats.
- Taxiphyllum andersonii (E.B. Bartram) H.A. Crum
- Taxiphyllum angustirete (Broth.) W.R. Buck
- Taxiphyllum aomoriense (Besch.) Z. Iwats.
- Taxiphyllum arcuatum (Bosch & Sande Lac.) S. He
- Taxiphyllum assimile (Broth. ex Iisiba) Sakurai
- Taxiphyllum autoicum Thér.
- Taxiphyllum barbieri (Cardot & Copp.) Z. Iwats.
- Taxiphyllum cavernicola (Cardot) Thér.
- Taxiphyllum cuspidifolium (Cardot) Z. Iwats.
- Taxiphyllum densifolium (Lindb. ex Broth.) Reimers
- Taxiphyllum deplanatum (Bruch & Schimp. ex Sull.) M. Fleisch.
- Taxiphyllum eberhardtii (Broth. & Paris) Broth.
- Taxiphyllum elegantifrons (Müll. Hal.) Broth.
- Taxiphyllum eximium (Sull. & Lesq.) Z. Iwats.
- Taxiphyllum fauriei (Cardot) Broth.
- Taxiphyllum fluitans Broth.
- Taxiphyllum gabonense Broth. & P. de la Varde
- Taxiphyllum geophilum (Austin) M. Fleisch.
- Taxiphyllum giraldii (Müll. Hal.) M. Fleisch.
- Taxiphyllum hisauchii (S. Okamura) Iisiba
- Taxiphyllum inundatum Reimers
- Taxiphyllum isopterygioides (Dixon) W.R. Buck
- Taxiphyllum kuroiwae (Broth.) Z. Iwats.
- Taxiphyllum laevifolium (Mitt.) W.R. Buck
- Taxiphyllum laxalare W.R. Buck
- Taxiphyllum ligulaefolium (E.B. Bartram) W.R. Buck
- Taxiphyllum mariannae (Grout) Schornh.
- Taxiphyllum mexicanum (Thér.) H. Rob.
- Taxiphyllum minutirameum (Müll. Hal.) H.A. Mill. & D.R. Sm.
- Taxiphyllum moutieri (Broth. & Paris) Broth.
- Taxiphyllum nitidum (Thér.) W.R. Buck
- Taxiphyllum papuanum (Broth.) M. Fleisch.
- Taxiphyllum patentifolium Sakurai
- Taxiphyllum pilosum (Broth. & M. Yasuda) Z. Iwats.
- Taxiphyllum planifrons (Broth. & Paris) M. Fleisch.
- Taxiphyllum planissimum (Mitt.) Broth.
- Taxiphyllum prostratum (Dozy & Molk.) W.R. Buck
- Taxiphyllum punctulatum M. Fleisch.
- Taxiphyllum ramivagum Broth.
- Taxiphyllum robusticaule (E.B. Bartram) Ireland
- Taxiphyllum robustum (Broth.) Broth.
- Taxiphyllum sadoense (Sakurai) Z. Iwats.
- Taxiphyllum scalpellifolium (Müll. Hal.) Broth.
- Taxiphyllum schweinfurthii (Müll. Hal.) W.R. Buck
- Taxiphyllum serrulatum (Cardot) S.H. Lin
- Taxiphyllum sharpii (H.A. Crum & L.E. Anderson) H. Rob.
- Taxiphyllum splendescens (Müll. Hal.) M. Fleisch.
- Taxiphyllum squamatulum (Müll. Hal.) M. Fleisch.
- Taxiphyllum subarcuatum (Broth.) Z. Iwats.
- Taxiphyllum subassimile (Broth. ex Iisiba) Sakurai
- Taxiphyllum subretusum (Thwaites & Mitt.) O'Shea
- Taxiphyllum taxirameum (Mitt.) M. Fleisch.
- Taxiphyllum torrentium (Besch.) W.R. Buck
- Taxiphyllum townsendii Ochyra & R.R. Ireland
- Taxiphyllum tsunodae (Broth.) Sakurai
- Taxiphyllum whittierianum H.A. Mill. & D.R. Sm.
- Taxiphyllum wissgrillii (Garov.) Wijk & Margad.

Selon Tropicos (5 décembre 2018) (Attention liste brute contenant possiblement des synonymes) :
- Taxiphyllum alare (Broth. & Yasuda) S.H. Lin
- Taxiphyllum alternans (Cardot) Z. Iwats.
- Taxiphyllum andersonii (E.B. Bartram) H.A. Crum
- Taxiphyllum angustirete (Broth.) W.R. Buck
- Taxiphyllum aomoriense (Besch.) Z. Iwats.
- Taxiphyllum arcuatum (Bosch & Sande Lac.) S. He
- Taxiphyllum assimile (Broth. ex Ihsiba) Sakurai
- Taxiphyllum autoicum Thér.
- Taxiphyllum barbieri (Cardot & Copp.) Z. Iwats.
- Taxiphyllum cavernicola (Cardot) Thér.
- Taxiphyllum cuspidifolium (Cardot) Z. Iwats.
- Taxiphyllum densifolium (Lindb. ex Broth.) Reimers
- Taxiphyllum deplanatum (Bruch & Schimp. ex Sull.) M. Fleisch.
- Taxiphyllum depressum (Brid.) Reimers
- Taxiphyllum eberhardtii (Broth. & Paris) Broth.
- Taxiphyllum elegantifrons (Müll. Hal.) Broth.
- Taxiphyllum eximium (Sull. & Lesq.) Z. Iwats.
- Taxiphyllum fauriei (Cardot) Broth.
- Taxiphyllum fluitans Broth.
- Taxiphyllum formosanum Herzog & Nog.
- Taxiphyllum gabonense Broth. & P. de la Varde
- Taxiphyllum gallorum W.R. Buck
- Taxiphyllum geophilum (Austin) M. Fleisch.
- Taxiphyllum giraldii (Müll. Hal.) M. Fleisch.
- Taxiphyllum gracile Broth.
- Taxiphyllum hisauchii (S. Okamura) Ihsiba
- Taxiphyllum horridulum (Broth. ex Ihsiba) Ihsiba
- Taxiphyllum howellianum H.A. Crum & L.E. Anderson
- Taxiphyllum inundatum Reimers
- Taxiphyllum isopterygioides (Dixon) W.R. Buck
- Taxiphyllum iwasakii Sakurai
- Taxiphyllum kuroiwae (Broth.) Z. Iwats.
- Taxiphyllum laevifolium (Mitt.) W.R. Buck
- Taxiphyllum laxalare W.R. Buck
- Taxiphyllum ligulifolium (E.B. Bartram) W.R. Buck
- Taxiphyllum machrisianum H.A. Crum
- Taxiphyllum maniae (Renauld & Paris) M. Fleisch.
- Taxiphyllum mariannae (Grout) Schornh.
- Taxiphyllum mexicanum (Thér.) H. Rob.
- Taxiphyllum minutirameum (Müll. Hal.) H.A. Mill. & D.R. Sm.
- Taxiphyllum molle Sakurai
- Taxiphyllum moutieri (Broth. & Paris) Broth.
- Taxiphyllum nitidulum Sakurai
- Taxiphyllum nitidum (Thér.) W.R. Buck
- Taxiphyllum papuanum (Broth.) M. Fleisch.
- Taxiphyllum patentifolium Sakurai
- Taxiphyllum pilosum (Broth. & M. Yasuda) Z. Iwats.
- Taxiphyllum planifrons (Broth. & Paris) M. Fleisch.
- Taxiphyllum planissimum (Mitt.) Broth.
- Taxiphyllum prostratum (Dozy & Molk.) W.R. Buck
- Taxiphyllum punctulatum M. Fleisch.
- Taxiphyllum ramivagum Broth.
- Taxiphyllum recurvifolium Thér.
- Taxiphyllum robusticaule (E.B. Bartram) Ireland
- Taxiphyllum robustum (Broth.) Broth.
- Taxiphyllum sadoense (Sakurai) Z. Iwats.
- Taxiphyllum scalpellifolium (Müll. Hal.) Broth.
- Taxiphyllum schweinfurthii (Müll. Hal.) W.R. Buck
- Taxiphyllum serrulatum (Cardot ex Broth. & Paris) S.H. Lin
- Taxiphyllum sharpii (H.A. Crum & L.E. Anderson) H. Rob.
- Taxiphyllum splendescens (Müll. Hal.) M. Fleisch.
- Taxiphyllum squamatulum (Müll. Hal.) M. Fleisch.
- Taxiphyllum squamatum (Broth.) Z. Iwats.
- Taxiphyllum subarcuatum (Broth.) Z. Iwats.
- Taxiphyllum subassimile (Broth. ex Ihsiba) Sakurai
- Taxiphyllum subretusum (Thwaites & Mitt.) O'Shea
- Taxiphyllum taiwanense Sakurai
- Taxiphyllum taxiphylloides (Ando & Higuchi) Higuchi
- Taxiphyllum taxirameum (Mitt.) M. Fleisch.
- Taxiphyllum torrentium (Besch.) W.R. Buck
- Taxiphyllum townsendii Ochyra & Ireland
- Taxiphyllum tsunodae (Broth.) Sakurai
- Taxiphyllum whittierianum H.A. Mill. & D.R. Sm.
- Taxiphyllum wissgrillii (Garov.) Wijk & Margad.
- Taxiphyllum yasudae Broth.